# Dżalu
Dżalu (arab. جالو) – miasto w Libii, ok. 400 km na południe od Al-Bajda.